# Марченки (Сумський район)
Марченки́ —  село в Україні, у Краснопільській селищній громаді Сумського району Сумської області. Населення становить 6 осіб. До 2016 орган місцевого самоврядування — Осоївська сільська рада.

## Географія
Село Марченки розташоване у великому лісовому масиві (дуб, клен, ясен) на відстані 6 км від річки Рибиця, найближчий населений пункт за 3 км - село Гнилиця.

## Історія
- Село постраждало внаслідок геноциду українського народу, проведеного урядом СССР 1923-1933 та 1946-1947 роках.
- 12 червня 2020 року, відповідно до розпорядження Кабінету Міністрів України № 723-р «Про визначення адміністративних центрів та затвердження територій територіальних громад Сумської області», село увійшло до складу Краснопільської селищної громади[1].
- 19 липня 2020 року, в результаті адміністративно-територіальної реформи та ліквідації Краснопільського району, увійшло до складу новоутвореного Сумського району[2].